# Метонимия

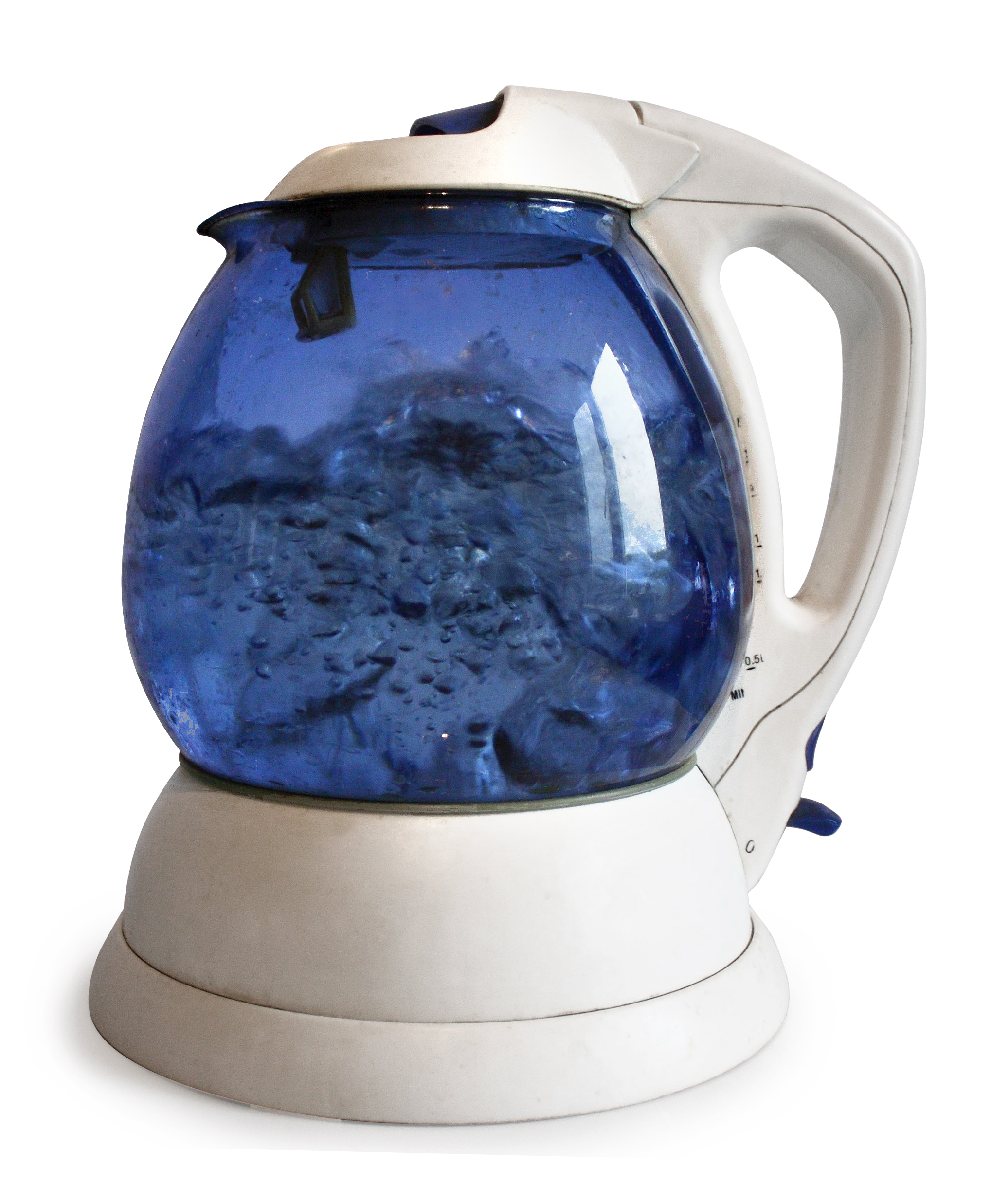
«Чайник кипит» — кипит вода в чайнике

Метони́мия (др.-греч. μετωνυμία «переименование», от μετά- «через, с помощью» + ὄνομα/ὄνυμα «имя») — вид тропа, словосочетание, в котором одно слово заменяется другим, обозначающим предмет (явление), находящийся в той или иной (пространственной, временной и т. п.) связи с предметом, который обозначается заменяемым словом («зал аплодировал» (ср. «люди в зале аплодировали»), «чайник кипит», (ср. «вода в чайнике кипит»)). Замещающее слово при этом употребляется в переносном значении.
Метонимию следует отличать от метафоры, с которой её нередко путают: метонимия основана на замене слов «по смежности» (часть вместо целого или наоборот, представитель класса вместо всего класса или наоборот, вместилище вместо содержимого или наоборот и т. п.), а метафора — «по сходству». Частным случаем метонимии является синекдоха.
Например, фраза «Все флаги в гости будут к нам…» из вступления к поэме «Медный всадник» (1834) А. С. Пушкина, где «флаги» означают «представители разных стран» (часть заменяет целое, лат. pars pro toto). Смысл метонимии в том, что она выделяет в явлении свойство, которое по своему характеру может замещать остальные. Таким образом, метонимия по существу отличается от метафоры, с одной стороны, большей реальной взаимосвязью замещающих членов, а с другой — большей ограничительностью, устранением тех черт, которые не заметны в данном явлении непосредственно. Как и метафора, метонимия присуща языку вообще (сравни, например, слово «проводка», значение которого метонимически распространено с действия на его результат), но особенное значение имеет в художественно-литературном творчестве.
В ранней советской литературе попытку максимального использования метонимии и теоретически, и практически дали конструктивисты, выдвинувшие принцип так называемой «локальности» (мотивировку словесных средств темой произведения, то есть ограничение их реальной зависимостью от темы). Однако эта попытка не была достаточно обоснована, поскольку выдвижение метонимии в ущерб метафоре незакономерно: это два различных пути установления связи между явлениями, не исключающие, а дополняющие друг друга.

## Генезис
Термин др.-греч. μετωνυμία не использовали ни Аристотель, ни Деметрий Фалерский, он впервые встречается в перечне Трифона (I в. до н. э.), здесь мы находим первое описание метонимической формулы: «Метонимия есть выражение, равнозначность через равноимённость поясняющее, например: „Но утробы, пронзив, над пылавшим Гефестом вращали“. Так как Гефест добыл огонь; подобным образом и пшеницу Деметрой называют: изобретённое по изобретшему, а всех изобретших по изобретённому…».

## Примеры
- «Чёрные фраки [Люди в чёрных фраках] мелькали и носились врозь и кучами там и тут» (Н. В. Гоголь).
- «Рука бойцов колоть устала» — бойцы, у которых рука устала (М. Ю. Лермонтов).
- Я три тарелки съел — речь о содержимом тарелок.
- Ведро [Вода из ведра] расплескалось.
- Академия [Руководство академии] явно была недовольна его поведением.
- Белый дом [Президент США] выступил с заявлением...
- Кремль [Президент России] выступил с заявлением...

## Виды метонимии
Видами метонимии являются синекдоха, металепсис и гипаллага.
1. Синекдоха представляет собой перенос либо с целого на часть («Сшили мне пальтишко, а на ворот // Положили мёртвой белую овечку» (Е. Горбовская), сравни «воротник из овечки»), либо с части на целое («Все флаги в гости будут к нам» (А. С. Пушкин)).
2. Металепсис состоит в обозначении одной ситуации через другую, так или иначе с ней связанную: «О, Боже, вас храни // Оркестр слушать лёжа, // И в обществе родни» (И. Алексеев).
3. Гипаллага возникает при перемещении определителя от одного опорного слова к другому. Перемещение слов происходит с изменением: 1) их частеречной принадлежности: а) из позиции определения в позицию обстоятельства: «То ли Крупская, то ли Блаватская // С фотокарточки смотрит базедово» (С. Белорусец), сравни «базедова болезнь»; б) из позиции обстоятельства в позицию определения: «Главы их упадут под утренней секирой!» (А. С. Пушкин), сравни «Утром главы их упадут под секирой»; 2) их формы: «зелёный сглаз» (А. Котова), сравни «очей зелёных сглаз». Гипаллага «относится к комбинаторике слов, которые соединяются не так, как в обычном языке»[5].

Также выделяют следующие виды метонимии:
- общеязыковая;
- общепоэтическая;
- общегазетная;
- индивидуально-авторская;
- индивидуально-творческая.